# Ethnophrones
 (mars 2015).
 (mars 2019).
Ethnophrones ou paganisans est une expression désignant des hérétiques qui apparurent au VIIe siècle. 
Ils alliaient les pratiques du christianisme avec les cérémonies superstitieuses du paganisme.